# Stephen Colletti
Stephen Colletti (Newport Beach, 7 febbraio 1986) è un attore statunitense, noto per aver interpretato Chase Adams della serie televisiva One Tree Hill, dal 2007 al 2012.
Il padre Bruce è di origine italiana e svedese.

## Filmografia parziale
- Laguna Beach (Laguna Beach: The Real Orange County) - programma TV, 24 episodi (2004-2005)
- The Hills - serie TV (2007)
- One Tree Hill - serie TV, 58 episodi (2007-2012)
- La tradizione del Natale (Hometown Christmas) - film TV (2018)